# Bataille d'Essling
Cinquième Coalition
Batailles
Campagne d'Allemagne et d'Autriche
- Sacile
- Teugen-Hausen
- Raszyn
- Abensberg
- Landshut
- Eckmühl
- Ratisbonne
- Neumarkt
- Radzymin (en)
- Caldiero
- Dalmatie
- Ebersberg
- Piave
- Malborghetto
- Linz (en)
- Essling
- Sankt Michael
- Stralsund
- Raab
- Gratz
- Wagram
- Korneuburg
- Stockerau
- Gefrees (en)
- Hollabrunn
- Schöngrabern (en)
- Znaïm
- Ölper

Batailles navales
- Martinique
- Sables-d'Olonne
- Île d'Aix
- Walcheren
- Lissa
- Pelagosa

Campagne de l'île Maurice
- Sainte-Rose
- Saint-Paul
- Île Bonaparte
- Grand Port
- Île de France
- Tamatave

Campagne d'Espagne
Rébellion du Tyrol
La bataille d'Essling, parfois appelée bataille d'Aspern-Essling ou bataille d'Aspern, est une bataille qui mit aux prises les troupes françaises et autrichiennes, à 10 km à l'est de Vienne, du 21 au 22 mai 1809. Considérée par les Autrichiens comme une victoire et par les Français comme un échec provisoire, elle se solda par la perte d'environ 45 000 soldats (morts, blessés, prisonniers) des deux armées, et en particulier, du côté français, par celle du maréchal Lannes, mort le 31 mai des suites des blessures reçues le 22.

## Contexte

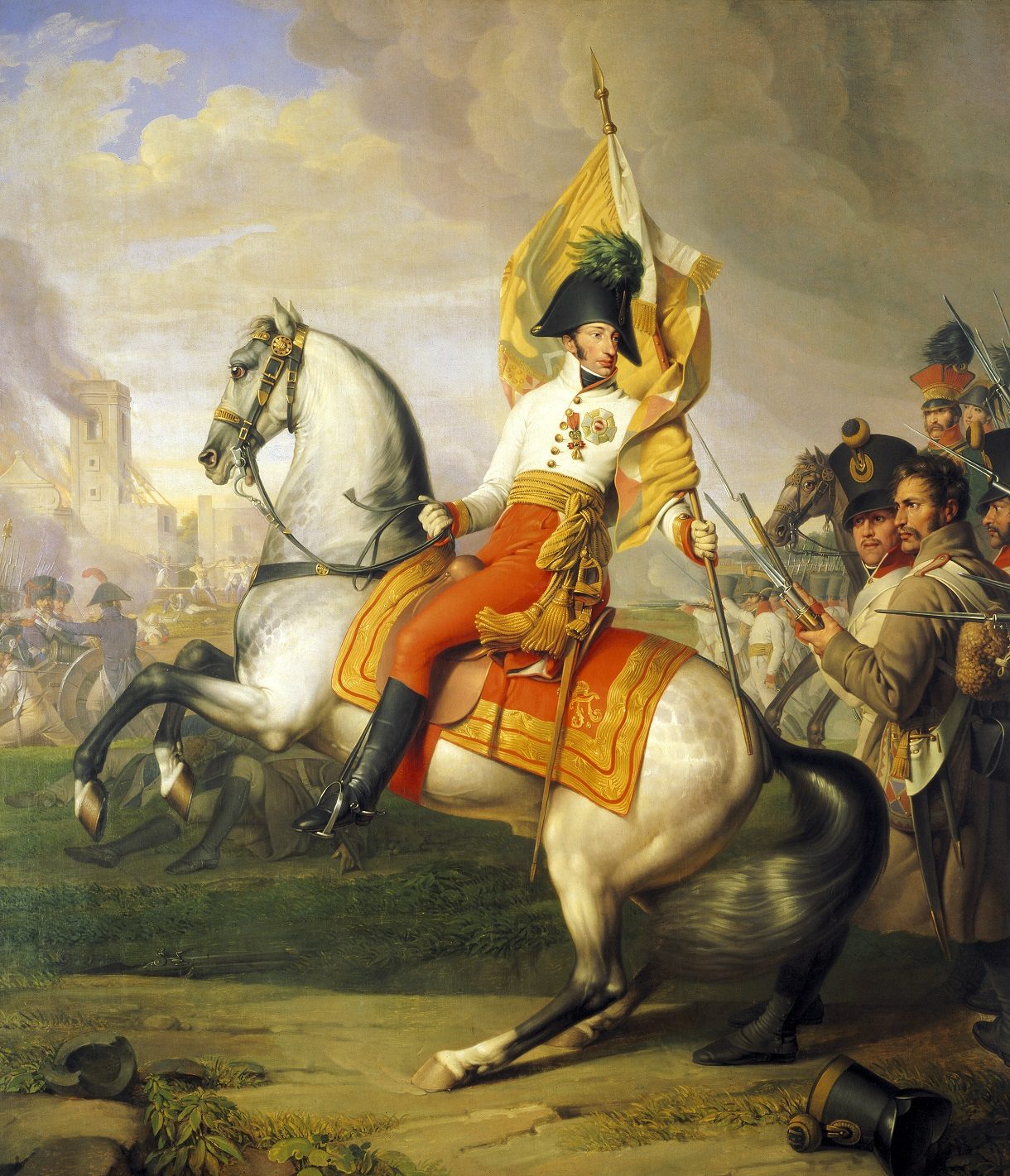
L'archiduc Charles à la bataille d'Essling

En 1809, l'Autriche, voyant Napoléon embourbé dans l'interminable guerre d'Espagne et sentant son alliance avec la Russie fragile, pense utiliser le meilleur moment pour effacer l'humiliation d'Austerlitz et le dur traité de Presbourg qui s'ensuivit. Alors que l'Autriche passe à l'attaque en Bavière, Napoléon parvient à rassembler en Bavière une armée très importante, toutefois moins aguerrie que ses unités de vétérans en Espagne. Pour la première fois, celle-ci est constituée pour partie de troupes de ses alliés de la récente confédération du Rhin : Bavarois, Wurtembergeois et Badois. Lui et ses troupes parviennent à battre les Autrichiens à Tengen, Abensberg, Landshut et Eckmühl, qui sont de gros combats livrés sur quatre jours, et force ainsi l'archiduc Charles à repasser au nord du Danube à Ratisbonne. Maître de la rive droite, Napoléon livre une course de vitesse avec son adversaire pour l'empêcher de retraverser le fleuve et de se réunir avec le corps du général Hiller, séparé de lui depuis Abensberg. Bientôt Napoléon parvient à Vienne, qui tombe très rapidement. Mais l'armée autrichienne repliée en bon ordre au nord du Danube continue le combat.

## Préparatifs
Alors que Napoléon occupe Vienne le 13 mai 1809, l'archiduc, après avoir détruit les ponts sur le Danube, regroupe son armée à cinq kilomètres au nord-est de la capitale, à proximité de Bisamberg, une hauteur sur la rive gauche du fleuve. Les Français doivent traverser le Danube. Deux possibilités sont retenues : l'île de Schwarze Lackenau (de) en amont de Vienne, et l'île Lobau en aval. Mais à la suite d'une manœuvre manquée du général Saint-Hilaire au matin du 13 mai 1809, les bataillons chargés de s'emparer de Schwarze Lackenau sont repoussés, et les Français se retournent vers Lobau, désormais la meilleure possibilité de passer le fleuve.

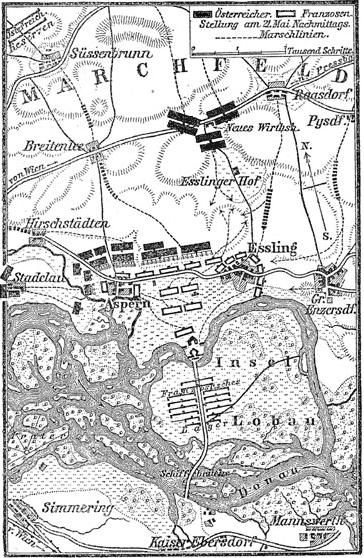
Plan de la bataille d'Essling

Cette île est grande, environ quatre kilomètres sur trois ; elle peut abriter une armée entière qui peut se dérober au regard de l'ennemi avec ses bois ; le grand bras, large de sept cents mètres se trouve sur la rive française, au sud, alors que le petit bras côté autrichien, au nord, ne fait que cent cinquante mètres de large ; de plus, ce petit bras fait un « rentrant », ce qui permet de protéger la construction du dernier point de passage grâce à l'artillerie postée des deux côtés du « rentrant ». En occupant cette île, les ponts les plus difficiles à construire, rive française, au sud, sont à l'abri de l'adversaire. L'île ayant été occupée peu de temps auparavant par quelques détachements de troupes, dans la nuit du 19 au 20 mai, deux ponts de bateaux sont jetés sur le grand bras du fleuve. Beaucoup d'hommes sont rassemblés là et un petit pont est jeté sur le dernier bras du Danube, entre Lobau et la rive gauche.
Le 4e corps, commandé par le maréchal Masséna passe le 21 mai 1809 sur la rive gauche, et fait replier les avant-postes autrichiens. L'armée autrichienne se trouve alors entre Essling et Aspern, en retrait de ces villages. L'archiduc ne s'est pas opposé à la traversée. Son intention est de laisser passer une assez grande force, et de l'attaquer avant que le reste de l'armée française ne puisse lui porter secours. Napoléon relève le défi, mais il cherche à en diminuer les risques en appelant chaque bataillon disponible.
À l'aube du 21 mai, 40 000 hommes sont rassemblés, sur la rive gauche, dans la large plaine de Marchfeld, qui sera moins de deux mois plus tard la scène de la bataille de Wagram. Aspern est situé sur la rive d'un des bras du fleuve et ne peut être contourné par la gauche. Les Français avancent sur un front qui relie les deux villages.
Côté autrichien, Hiller, Bellegarde et Hohenzollern doivent converger sur Aspern, puis attaquer Essling. La cavalerie autrichienne est au centre, prête à riposter contre toute attaque de la cavalerie française à la tête des colonnes. Le 21 les ponts sont devenus de plus en plus instables, à cause de la violence du courant, du flot des soldats qui traversent sans interruption toute la journée et pendant la nuit, de la crue du fleuve et des objets flottants de toutes sortes qu'envoient les Autrichiens depuis l'amont. Ces ponts seront la clef des batailles d'Essling et de Wagram.

## Forces en présence
Du côté français
- 4e corps français du maréchal Masséna (29 000 hommes[1]), présent dès le matin du 21.
  - Division Molitor
  - Division Boudet
  - Division Legrand
  - Division Carra-Saint-Cyr
  - Brigade de cavalerie légère Lasalle
  - Brigade de cuirassiers Espagne
  - Brigade de cavalerie Marulaz
- Cavalerie de la Garde, du maréchal Bessières
- 2e corps français du maréchal Lannes, arrivant dans la nuit du 21 au 22[2].
  - Division Demont
  - Division Claparède (sous les ordres du général Oudinot)
  - Division Tharreau (sous les ordres du général Oudinot)
  - Division Saint-Hilaire
  - Brigade de cuirassiers Nansouty

Du côté autrichien,
80 à 95 000 hommes :
- 1er et 2e corps de Bellegarde
- 3e corps de Hohenzollern
- 4e corps de Rosenberg
- 15e corps de Hiller
- Cavalerie de Liechtenstein

## La bataille

### Premier jour
Les éléments du corps du maréchal Masséna ayant débarqué s'établissent face aux Autrichiens. À gauche, la division Molitor doit défendre Aspern ; à droite, celle de Boudet garde Essling ; en arrière, les divisions Legrand et Carra-Saint-Cyr défendent la suite du débarquement. Au centre, la brigade Lasalle (première ligne) et celle des cuirassiers d'Espagne (seconde ligne) les protègent. La gauche du front est sous la responsabilité de Masséna, celle du centre sous les ordres du maréchal Bessières, qui commande à la cavalerie ; celle de droite est confiée au maréchal Lannes, qui traverse dans la journée du 21.
La bataille commence à Aspern. Les Autrichiens de Hiller occupent le village dès les premiers assauts, mais Masséna le reprend et établit une défense tenace. Il renforce peu après la division Molitor avec Legrand. Les trois colonnes autrichiennes envoyées ne parviennent pas à reconquérir plus de la moitié du village ; la position est toujours tenue par les Français quand la nuit tombe. L'armée autrichienne tente ensuite de prendre Essling, et y lance trois attaques successives, mais Lannes et Boudet défendent le village, en fortifiant notamment le grenier public.

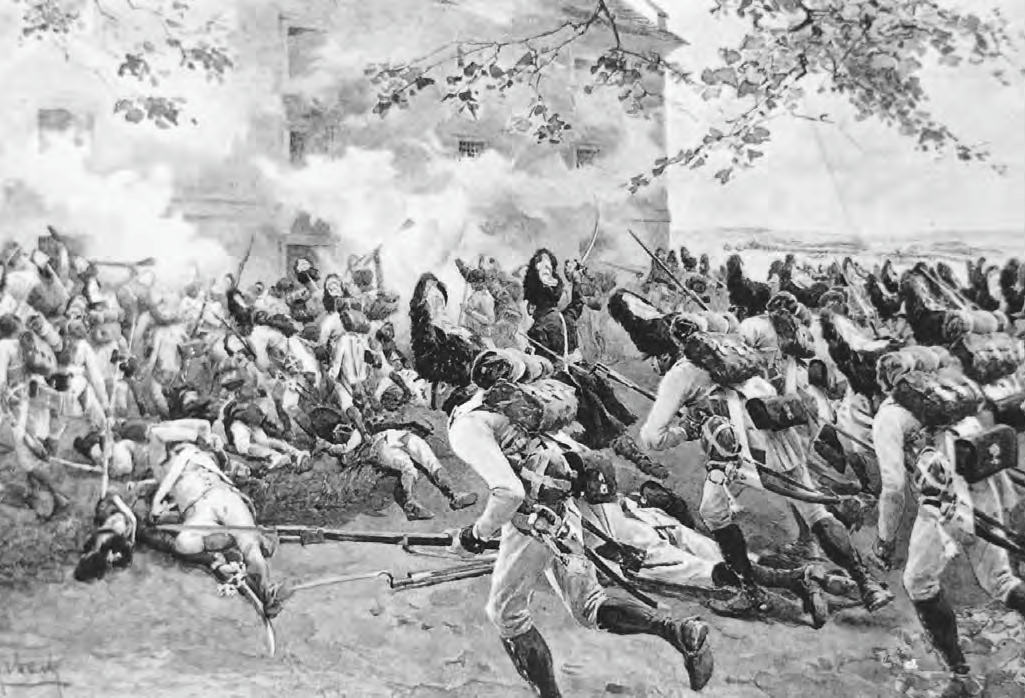
Les grenadiers autrichiens chargent le grenier fortifié d'Essling.

Le pont de Lobau à la rive gauche se rompt une première fois, et empêche les renforts français de traverser. Napoléon donne alors le commandement du centre à Lannes, tout en lui conservant celui de l'aile droite. Lannes donne l'ordre à Bessières de faire charger sa cavalerie vers l'artillerie autrichienne, afin de soulager l'infanterie. Bessières obéit de mauvaise grâce : Lasalle et Espagne sont donc envoyés pour charger l'artillerie autrichienne qui est déployée sur une longue ligne de front concentrée sur Aspern. La première charge des Français est repoussée, mais la seconde, constituée des cuirassiers, crée le désordre dans l'artillerie. Les cavaliers français chassent les servants des canons, contournent les positions d'infanterie de Hohenzollern, et résistent à la cavalerie de Liechtenstein. Ils ne peuvent toutefois tenir ces positions et regagnent le centre, ayant atteint leur objectif ; le général Espagne est tué par un boulet durant la manœuvre.
Pendant ce temps, Essling est la scène d'un combat presque aussi désespéré que celui d'Aspern. Les cuirassiers français assaillent brutalement le flanc des troupes de Rosenberg, et encaissent un assaut. Dans le village, Lannes tient le village avec une seule division, jusqu'à ce que la nuit mette fin à la bataille ; les Autrichiens, qui ont conquis la partie basse du village, l'abandonnent à la tombée du jour. Les deux armées bivouaquent sur place. À Aspern, Français et Autrichiens s'affrontent encore à coups de pistolet.
Dans le calme de la nuit, Lannes et Bessières se disputent violemment dans le camp de Masséna, manquant de peu d'en venir aux mains. Bessières reproche apparemment au chef de bataillon Marbot, aide de camp de Lannes, d'avoir transmis les ordres de son supérieur de façon inconvenante. Lannes prend la défense de son subalterne, et seule la présence de Masséna, leur aîné, les fait se séparer sans se battre.
L'arrivée du corps de Lannes dans la nuit change la disposition de l'armée française, dont les effectifs ont quasiment doublé. Masséna peut désormais compter sur les divisions Molitor, Legrand et Carra Saint-Cyr pour tenir Aspern ; Bessières et sa cavalerie, grossie de celle du 2e corps, passent en seconde ligne au centre, la première ligne étant désormais occupée par les divisions d'infanterie de Lannes. La division Boudet reste pour le moment seule à Essling.

### Deuxième jour

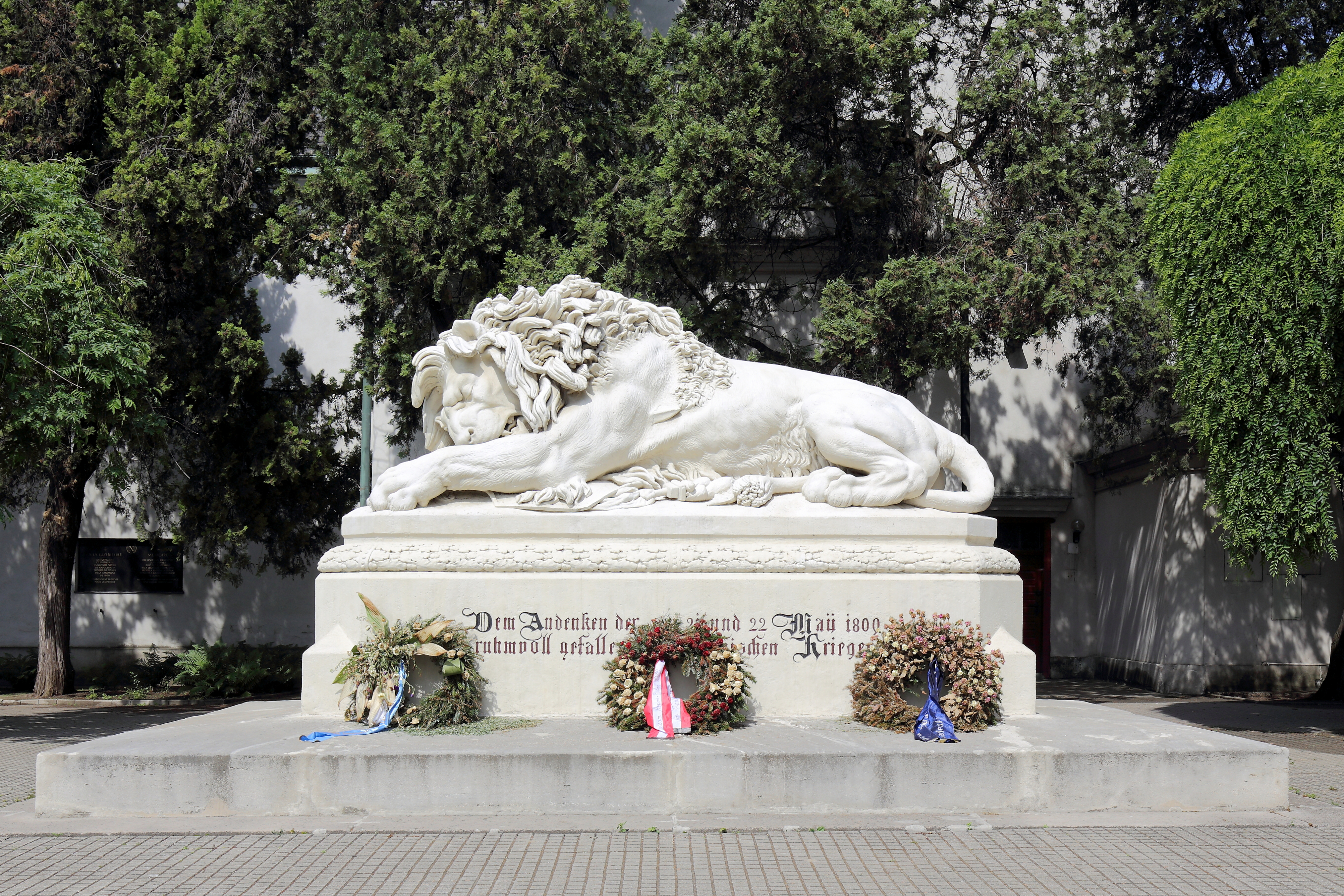
Le Lion d'Aspern, monument commémorant la bataille

À l'aube du 22, la bataille reprend. Masséna dégage Aspern de l'ennemi, mais en même temps Rosenberg donne l'assaut à Essling. Lannes, qui résiste toujours désespérément, reçoit les renforts de la division de Saint-Hilaire, et repousse Rosenberg. Dans Aspern, Masséna est à son tour repoussé par une contre-attaque de Hiller et de Bellegarde.
Lannes fait alors avancer tout le centre français, lançant une grande attaque sur le centre ennemi. La ligne autrichienne est rompue entre la droite de Rosenberg et la gauche de Hohenzollern. Cela provoque également la retraite des Autrichiens, malgré la tentative de rassemblement lancée par l'archiduc Charles, menant ses soldats les couleurs à la main. Boudet ne bouge pas, attendant les fusiliers de la garde qui doivent le soutenir. Mais le pont flottant est emporté une seconde fois, notamment grâce à l'effort d'un officier autrichien qui y dirige un moulin flottant, le rendant inutilisable pour un long moment. Le pont allant de la rive droite sur Lobau est également rompu ; la réparation va demander un ou deux jours. Napoléon comprend que la bataille ne peut être gagnée. Tout le corps de Davout et les autres troupes restantes, presque trente mille hommes vont rester bloqués, inutiles, sur l'autre rive ; les munitions et le ravitaillement vont vite être épuisés ; l'empereur ne pourra pas alimenter sa percée ; pire, il va s'exposer dangereusement en persistant. Il donne donc l'ordre aux maréchaux d'arrêter l'attaque, puis de se replier, corps par corps et en rendant coup pour coup jusqu'à la tête de pont de la rive gauche.

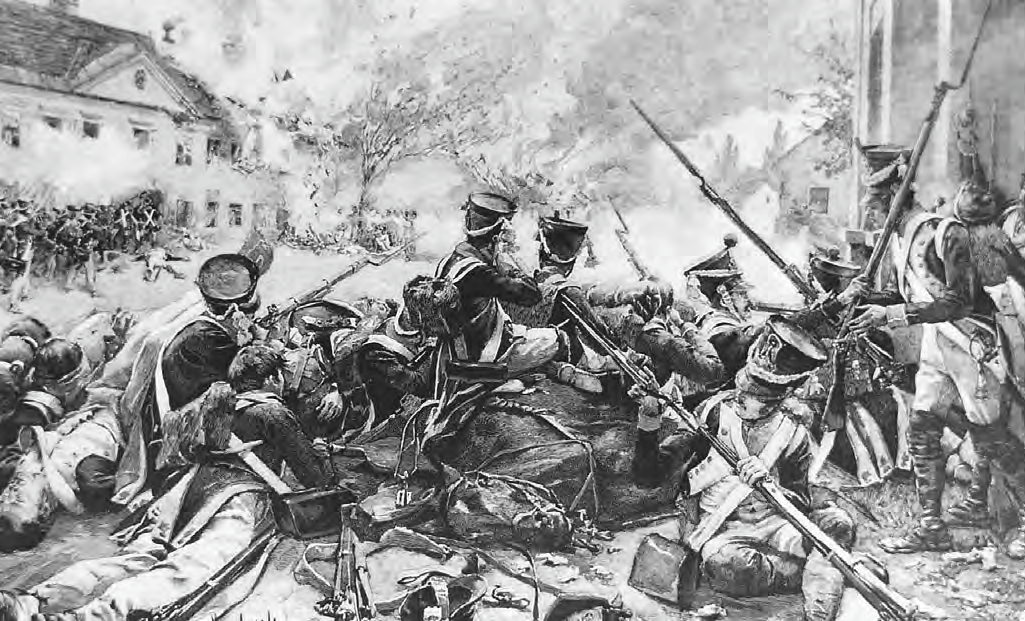
L'infanterie française dans les rues d'Essling.

Les Autrichiens profitent de cette opportunité inespérée. Le commandant en chef Charles, voyant le flottement dans la ligne française, fait donner sa réserve. Lançant l'attaque sur la division Saint-Hilaire, qui protège le recul de l'infanterie, la cavalerie autrichienne l'accable ; Saint-Hilaire est tué, et Lannes doit prendre le commandement pour ramener la division sans la perdre totalement. Il n'est alors que neuf heures du matin : repoussés une première fois d'Aspern, les Autrichiens se lancent sur Essling et s'emparent d'une grande partie du village. Reportant leur effort vers le centre français, les troupes autrichiennes sont toutefois repoussées par les efforts conjugués de Lannes et de Bessières. L'infanterie de la Jeune Garde, menée par Mouton et Rapp, fond sur Essling et repousse les troupes ennemies.
C'est à ce moment-là que le maréchal Lannes, qui vient de voir sous ses yeux tomber le général de brigade Pouzet, son ancien instructeur, est touché aux jambes par un boulet de canon. La retraite est alors lancée, les Français abandonnant Aspern, puis Essling, tombée sous un nouvel assaut de Rosenberg, qui dirige alors ses efforts sur les troupes du centre français ; celles-ci se retirent lentement des rives. La retraite, confiée à Masséna, se fait en bon ordre ; tous les blessés transportables repassent l'autre rive, ainsi que la plupart du matériel et des chevaux. Masséna, le devoir accompli, est un des derniers à retraverser le 23 mai au matin. Le 4e corps se maintient sur Lobau, et riposte aux derniers boulets envoyés depuis Enzersdorf. L'épuisement général des deux camps met définitivement fin aux combats.

### Pertes

Napoléon rendant visite aux blessés de Lobau, peinture de Charles Meynier.

Les pertes sont lourdes du côté des Français : un maréchal, trois généraux, 120 officiers et 5 507 soldats ont été tués. 13 généraux, 616 officiers et 17 940 soldats sont blessés. 14 officiers et 2 474 soldats sont faits prisonniers.
Du côté des Autrichiens, l'archiduc Charles déclare que ses pertes sont de 4 200 morts et 16 000 blessés.

## Conséquences

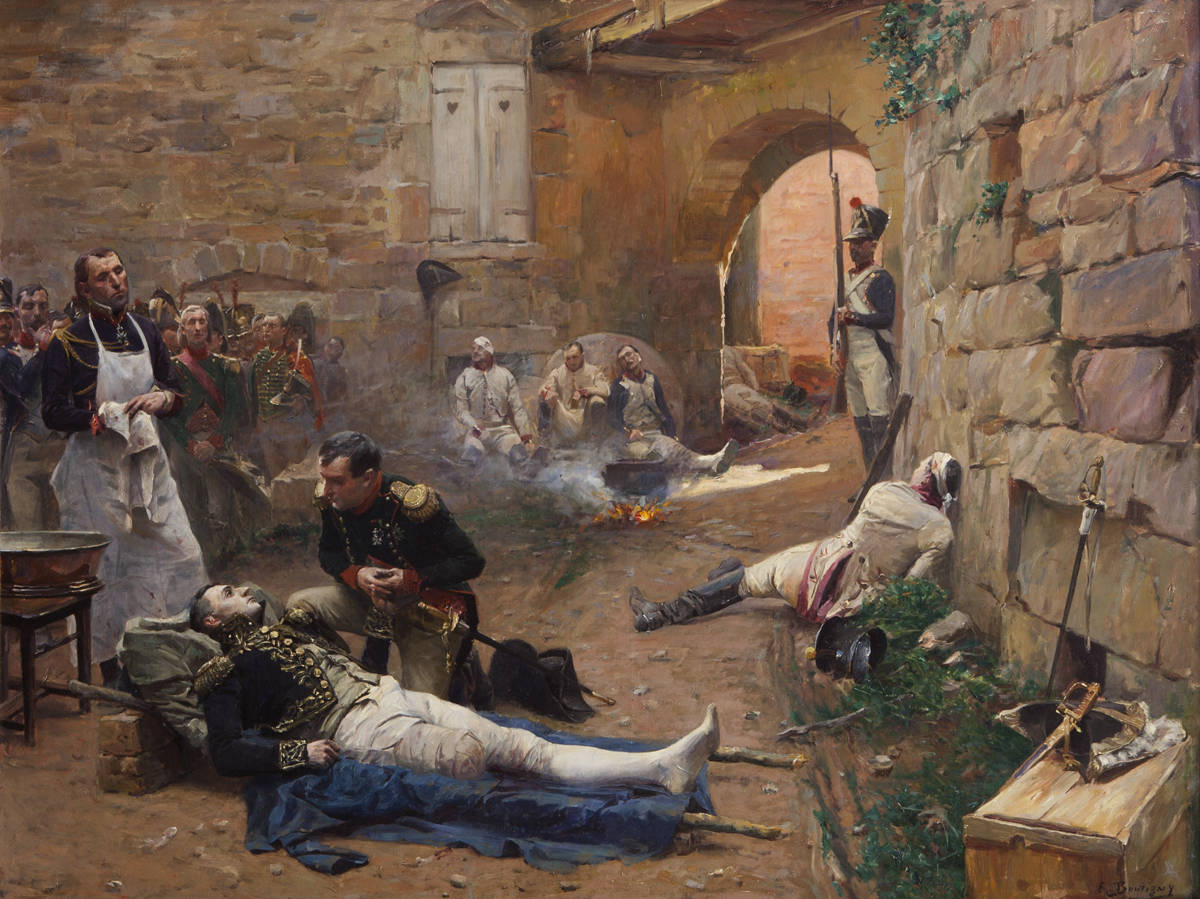
La mort du maréchal Lannes par Paul-Émile Boutigny.

Napoléon perd un de ses meilleurs officiers et ami : le maréchal Jean Lannes, qui meurt des suites de ses blessures. Napoléon abandonne le commandement quelque temps pour visiter et pleurer son ami qu'il sait perdu. « Quelle perte pour la France et pour moi ! » C'est également le premier maréchal de l'Empire à mourir au combat.
Ces pertes importantes auront pourtant été de peu de conséquences. Certes, la bataille est pour Napoléon un échec, puisqu'il n'a pas réussi à vaincre. Pour la propagande autrichienne, c'est une victoire : pour la première fois, l'empereur a été vaincu, affirment-ils. Ils espèrent ainsi convaincre la population des pays occupés par les Français de se soulever. Même aujourd'hui, cette version d'une importante défaite française est reprise par Henri Benard dans son livre "Le Duc de Wellington", page 112, Editions Jourdan[Qui ?], et d'autres historiens anglo-saxons. Cependant, puisque les pertes des deux empires sont comparables, que leurs armées occupent grosso modo après coup les mêmes positions qu'avant la bataille, et que la situation stratégique reste inchangée, d'autres penchent pour qualifier la confrontation de statu quo ante bellum. La décision se jouera quelques semaines plus tard, presque sur le même terrain, lors de la bataille de Wagram, le 6 juillet de la même année.
Le maréchal Masséna reçut le titre de prince d'Essling pour le travail qu'il accomplit durant toute la bataille. Du côté autrichien, l'officier des chasseurs dont les efforts avait permis de rompre les ponts français reçut la décoration de Marie-Thérèse, réservée à ceux qui faisaient "plus que leur devoir".
Selon le général Thoumas, seule la rupture des ponts a permis à l'archiduc Charles de remporter un semblant de victoire.

## Dans la littérature
- Honoré de Balzac, Les Paysans, 1844-1855 : met en scène le général de Montcornet (comte de Montcornet), surnommé « Le lion d'Essling » pour ses exploits. « Il a commandé les cuirassiers au combat que les Autrichiens nomment Gross-Aspern, et il n'y a pas péri quand cette belle cavalerie a été refoulée vers le Danube. Il a pu traverser le fleuve à cheval sur une énorme pièce de bois »[10].

- Chateaubriand écrit : "La relation de l'archiduc Charles porte que, le premier jour, deux cent quatre-vingt-huit pièces autrichiennes tirèrent cinquante et un mille coups de canon, et que le lendemain plus de quatre cents pièces jouèrent de part et d'autre." (Mémoires d'outre-tombe, Liv. XX, ch.10).

- Patrick Rambaud, La Bataille (1997), prix Goncourt et grand prix du roman de l'Académie française : version romanesque de cette bataille, reprend un projet de récit complet de la bataille, envisagé par Balzac.
- Miroslav Krleža, Enterrement à Thérésienbourg (1933) : retrace l'histoire du dix-septième régiment impérial et royal de Dragons d'Aspern et Essling

## Jeu d'histoire
- Aspern-Essling 1809, de Frédéric Bey, série Jours de Gloire, Vae Victis Collection Jeux d'Histoire, 2009
- Dans le mod Napoleonic Total War III, applicable à Napoleon: Total War, une reconstitution de cette bataille est proposée.

## Notes et références

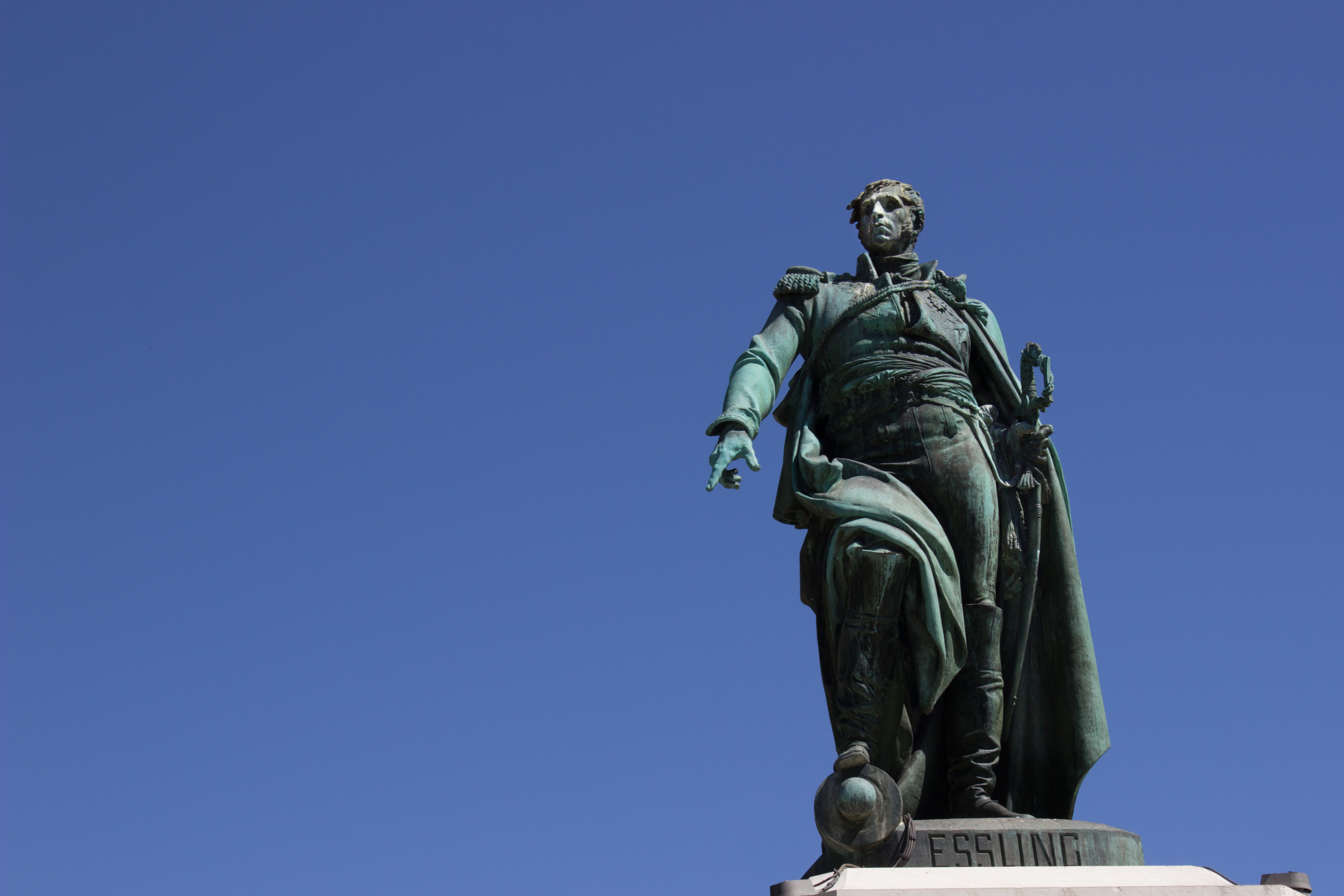
Statue de Massena dans la Coulée verte à Nice, commémorant la bataille d'Essling